# Mistrovství světa v ledním hokeji 2002 (Kvalifikace Dálného východu)
Mistrovství světa v ledním hokeji 2002 (Kvalifikace Dálného východu) proběhlo ve dnech 15. – října 2001 v Charbinu v Číně. Vítězem se stalo Japonsko, které se kvalifikovalo na Mistrovství světa v ledním hokeji 2002.

## Výsledky a tabulka
| Poř. | Země        | Z | V | R | P | Skóre | B |
| ---- | ----------- | - | - | - | - | ----- | - |
| 1.   | Japonsko    | 2 | 1 | 1 | 0 | 4:2   | 3 |
| 2.   | Jižní Korea | 2 | 0 | 2 | 0 | 1:1   | 2 |
| 3.   | Čína        | 2 | 0 | 1 | 1 | 1:3   | 1 |

 Jižní Korea –  Japonsko 1:1 (0:0, 1:1, 0:0)
15. října 2001 – Charbin
 Japonsko –  Čína 3:1 (1:1, 1:0, 1:0)
16. října 2001 – Charbin
 Čína –  Jižní Korea 0:0 
17. října 2001 – Charbin